# Keegan Connor Tracy
Keegan Connor Tracy, właściwie Tracy Armstrong (ur. 3 grudnia 1971 w Windsor w Ontario) – kanadyjska aktorka, występująca w dużej mierze w telewizji. Zdobywczyni nagrody Leo w 2002 roku za rolę w serialu tv Da Vinci’s Inquest, także nominowana do tej nagrody w 2004 roku za występ w serialu Jake 2.0; była również nominowana do nagrody Gemini.

## Filmografia
- Dawno, dawno temu (Once Upon a Time, 2011) jako Niebieska Wróżka / matka przełożona zakonnic
- Następcy (Descendants, 2015) jako Królowa Bella
- Następcy 2 (Descendants 2, 2017) jako Królowa Bella
- Następcy 3 (Descendants 3, 2019) jako Królowa Bella